# 副島良彦
副島 良彦（そえじま よしひこ）は、日本の地方公務員。佐賀県県土づくり本部長や、佐賀県副知事、佐賀県特別顧問を歴任した。

## 人物・経歴
佐賀県佐賀市出身。佐賀県立佐賀西高等学校を経て、長崎大学工学部土木工学科卒業後、佐賀県入庁。県土づくり本部長を経て、2015年から副知事を務め、九州新幹線西九州ルート新鳥栖駅・武雄温泉駅間の建設費負担額等に関し、九州旅客鉄道との協議にあたるなどした。2019年特別顧問、佐賀ターミナルビル代表取締役社長。